# NGC 6541
NGC 6541 је збијено звездано јато у сазвежђу Јужна круна које се налази на NGC листи објеката дубоког неба.
Деклинација објекта је - 43° 42' 40" а ректасцензија 18h 8m 2,2s. Привидна величина (магнитуда) објекта NGC 6541 износи 6,3. NGC 6541 је још познат и под ознакама GCL 86, ESO 280-SC4.